# I baci mai dati
I baci mai dati è un film italiano del 2010 diretto da Roberta Torre.

## Trama
Librino, Catania. Qui vive una famiglia composta da Giulio, padre fallito, Rita, madre disillusa, e le loro figlie Marianna, bella e sbandata e Manuela, tredici anni.
Manuela vorrebbe andarsene ma non può, finché un giorno la Madonna la viene a visitare. Dei ragazzi giocando a calcio nella piazza di fronte alla sua casa rompono la testa della statua della Madonna appena inaugurata. Manuela, in sogno, ha una visione che la porta a ritrovare i pezzi della statua nascosti in un ripostiglio.
Da qui comincia la nuova vita da "santona" della ragazza che, sotto la guida della madre, inebriata dalla notorietà e dai soldi che la gente inizia a donare loro, riceve nella sua abitazione svariate persone in cerca di miracoli. Manuela vive con disagio la sua nuova condizione: le impongono un drastico cambio di look e le sue giornate sono così piene di gente in cerca di aiuto che non ha più un momento per sé, mentre la casa si riempie di mobili nuovi e costosi. L'incontro con una ragazza cieca e sarcastica, portata lì dalla madre, la porterà a riflettere sulla sua nuova vita e sulla direzione che sta prendendo.
Proprio quando, ormai disgustata della sua nuova vita, Manuela decide di andar via, il vero miracolo si compie.

## Produzione
Le riprese del film sono durate dal 12 ottobre al 30 novembre 2009, tra Ragusa e Catania.
Il film è stato presentato nella sezione Controcampo Italiano alla 67ª Mostra internazionale d'arte cinematografica di Venezia ed è stato selezionato al Sundance Festival in concorso nella sezione World Cinema per rappresentare l'Italia.

## Riconoscimenti
Il film ha ricevuto due candidature ai Nastri d'argento: miglior soggetto e migliori costumi.
Il film ha ricevuto il premio Brian dell'UAAR alla 67ª Mostra cinematografica di Venezia.